# Anelosimus dude
Espèce
Anelosimus dude est une espèce d'araignées aranéomorphes de la famille des Theridiidae.

## Distribution
Cette espèce est endémique de Tanzanie. Elle se rencontre dans la réserve de l'Udzungwa Scarp Forest dans le district de Mufindi dans la région d'Iringa entre 1 370 et 1 515 m d'altitude dans les monts Udzungwa et dans la réserve de la Mazumbai Forest dans le district de Lushoto dans la région de Tanga entre 1 650 et 1 730 m d'altitude dans les monts Usambara.

## Description
Le mâle holotype mesure 1,85 mm et la femelle paratype 2,10 mm.

## Étymologie
L'épithète spécifique fait référence au personnage « The Dude » du film américano-britannique de Joel et Ethan Coen, The Big Lebowski de 1998.

## Publication originale
- Agnarsson & Zhang, 2006 : New species of Anelosimus (Araneae: Theridiidae) from Africa and southeast Asia, with notes on sociality and color polymorphism. Zootaxa, no 1147, p. 1-34 (texte intégral).